# Marija Ujević Galetović

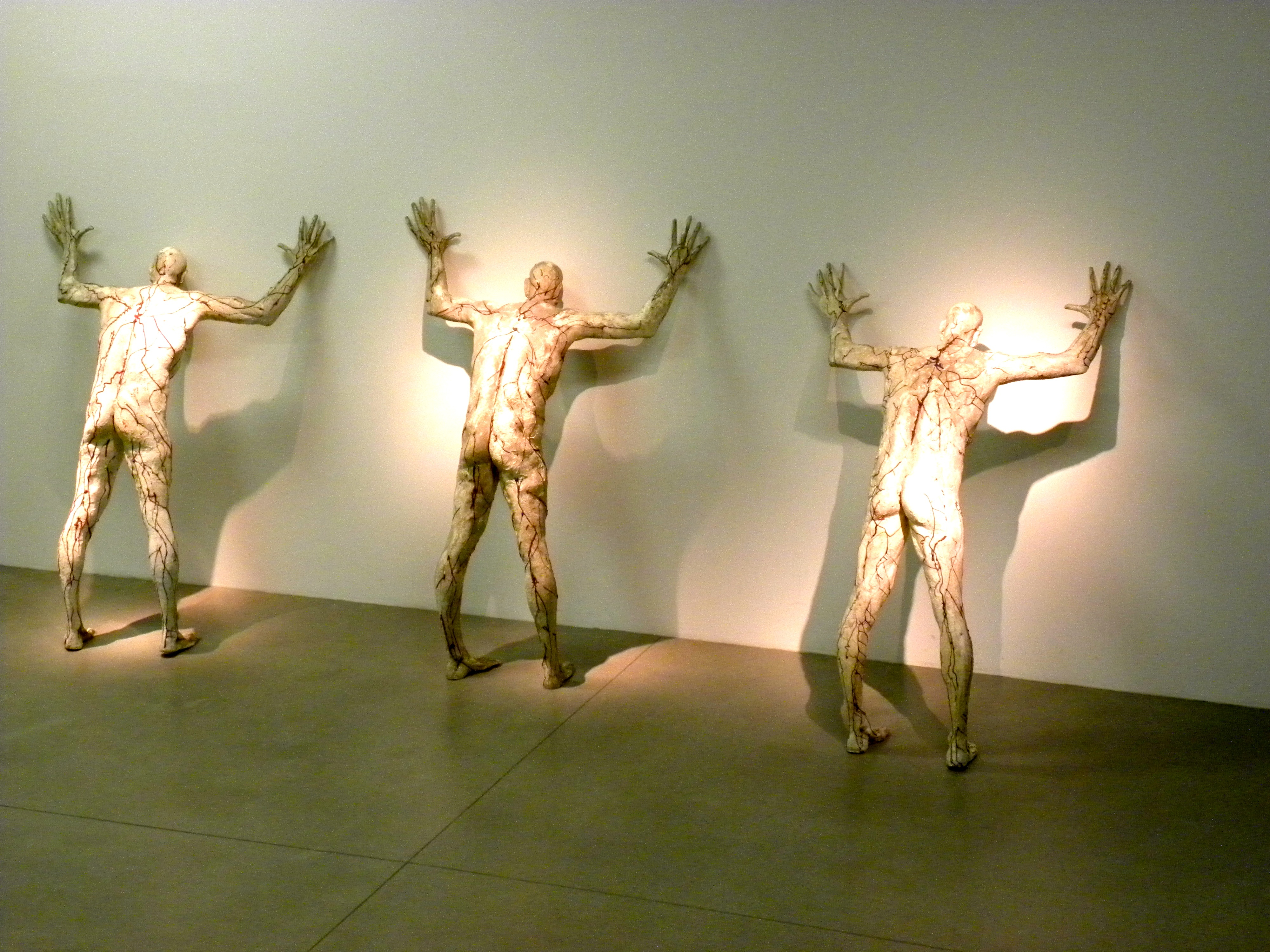
Cible II (1981), à la MSU

Marija Ujević Galetović née le 20 octobre 1933, morte le 13 mars 2023 est une sculptrice et peintre croate.

## Biographie
En 1958, elle est diplômée en sculpture de l'Académie des Beaux-Arts de l'université de Zagreb (hr)dans l'atelier de Frano Kršinić. Elle poursuit sa formation à la Central School of Art and Design (en) de Londres. Depuis 1987, elle enseigne la sculpture à l'Académie des Beaux-Arts de l'Université de Zagreb, où elle est nommée professeure titulaire en 1995. Elle est également membre actif de l'Académie croate des sciences et des arts.
Dans les années 1960, elle se rapproche du pop art et de la nouvelle figuration. Elle expérimente divers matériaux : albâtre, porcelaine, bronze, polyester, aluminium. Ses sculptures de personnalités sont des portraits naturels pour le visage. Le corps lui est traité avec des arrêtes vives.
Elle réalise de nombreuses sculptures publiques extérieures situées à Virovitica, Vrsar, Zagreb, Marija Bistrica, Sinj, Slavonski Brod, Krk, Cres, Rijeka, Osijek, Labin, Visoko, Bihać et Novi Sad.
Certaines de ses sculptures publiques remarquables incluent le monument Miroslav Krleža à Osijek, le monument Miroslav Krleža à Zagreb, le monument August Šenoa à Zagreb, la sculpture Coureur sur la digue de la rivière Sava à Zagreb, le monument Frane Petrić à Cres, le monument Jakov Gotovac à Osor et le monument Sterija Popović à Novi Sad.

## Expositions
- Galerie Forum, Zagreb, 1980, 1992
- Galerie Sebastian, Dubrovnik, 1981
- Galerie Sebastian, Belgrade, 1984
- Ex Granai della Repubblica a Zitellelle Venise, 1991
- Académie de France à Rome dans la Villa Médicis, Rome, 1991
- HDLU (Association croate des artistes), Zagreb, 2005
- Ambassade de Croatie à Rome, Rome, 2009
- Galerie Močibob, Zagreb 2010.

## Prix et distinctions
- Prix pour la proposition de monument Seljačka buna (Insurrection paysanne) ,Zagreb, 1970
- Prix pour la proposition du monument de Kozara, Sarajevo, 1971
- Premier Prix pour le projet du Monument August Cesarec, Zagreb, 1973
- Prix de réalisation pour le monument Miroslava Krleža
- Prix du Salon de Zagreb, Zagreb, 1982
- Prix de la Triennale de sculpture croate , Zagreb, 1986
- Prix pour le monument August Šenoa,  Zagreb, 1987
- Prix de la ville de Zagreb, Zagreb, 1989
- Prix du Salon de Zagreb, Zagreb, 1990
- prix Vladimir-Nazor pour l'ensemble de son œuvre, 2012[1]